# フッ化イッテルビウム(III)
フッ化イッテルビウム(III)(Ytterbium(III) fluoride, YbF3)は、水に不溶な無機化合物である。他のイッテルビウム化合物と同様に、比較的目立たない白色の物質である。フッ化イッテルビウムは、X線撮影での詰め物の種類の識別を支援するために、歯科業界において、放射線不透過性造影剤として用いられる。